# Sumbermulyo (Bulu)
Sumbermulyo is een bestuurslaag in het regentschap Rembang van de provincie Midden-Java, Indonesië. Sumbermulyo telt 1188 inwoners (volkstelling 2010).